# جان هيلستروم
جان هيلستروم (بالسويدية: Jan Hellström)‏ (21 فبراير 1960 في السويد - ) هو لاعب كرة قدم سويدي في مركز الهجوم، شارك في الألعاب الأولمبية الصيفية 1988. وشارك مع منتخب السويد لكرة القدم. أما مع النوادي، فقد لعب مع نادي أورغريته ونادي نوركوبنغ وÅby IF ‏ وHagahöjdens BK ‏.

## وصلات خارجية
- جان هيلستروم على موقع الاتحاد الدولي (مؤرشف)  (الإنجليزية)
- جان هيلستروم على موقع قاعدة بيانات كرة القدم.إي يو (الإنجليزية)
- جان هيلستروم على موقع ناشيونال فوتبول تيمز (الإنجليزية)
- جان هيلستروم على موقع أوليمبيديا (الإنجليزية)
- جان هيلستروم على موقع اللجنة الأولمبية السويدية (السويدية)